# Marny Kennedy
Marny Elizabeth Kennedy (* 21. ledna 1994 Melbourne) je australská herečka, zpěvačka a modelka. Je známá ze seriálu Mortfield, kde si zahrála Taylor Fry. Dále ztvárnila Ally Hensonovou v televizním seriálu Gurls World.
V roce 2011 se objevila v krátkém filmu Golden Girl, kde hrála dospívající Cillu.